# Cecile Arnold
Cecile Arnold (ur. 1891, zm. 1931) – amerykańska aktorka filmów niemych, stale współpracowała z Charlie Chaplinem, z którym była związana przez kilka lat. Wystąpiła w jego 10 filmach.

## Filmografia
- 1914: Charlie i Mabel na spacerze - dziewczyna
- 1914: Charlie w teatrze
- 1914: Charlie jako malarz
- 1914: Charlie piekarczykiem - kelnerka
- 1914: Charlie pielęgniarzem - Dziewczyna
- 1914: Charlie i Fatty bawią się
- 1914: Charlie kokietuje
- 1914: Charlie i Józef są rywalami
- 1914: Jego muzyczna kariera
- 1914: Charlie królem